# Carlos (Minnesota)
Carlos – miasto w Stanach Zjednoczonych, w stanie Minnesota, w hrabstwie Douglas.